# Pacific Park (Brooklyn)

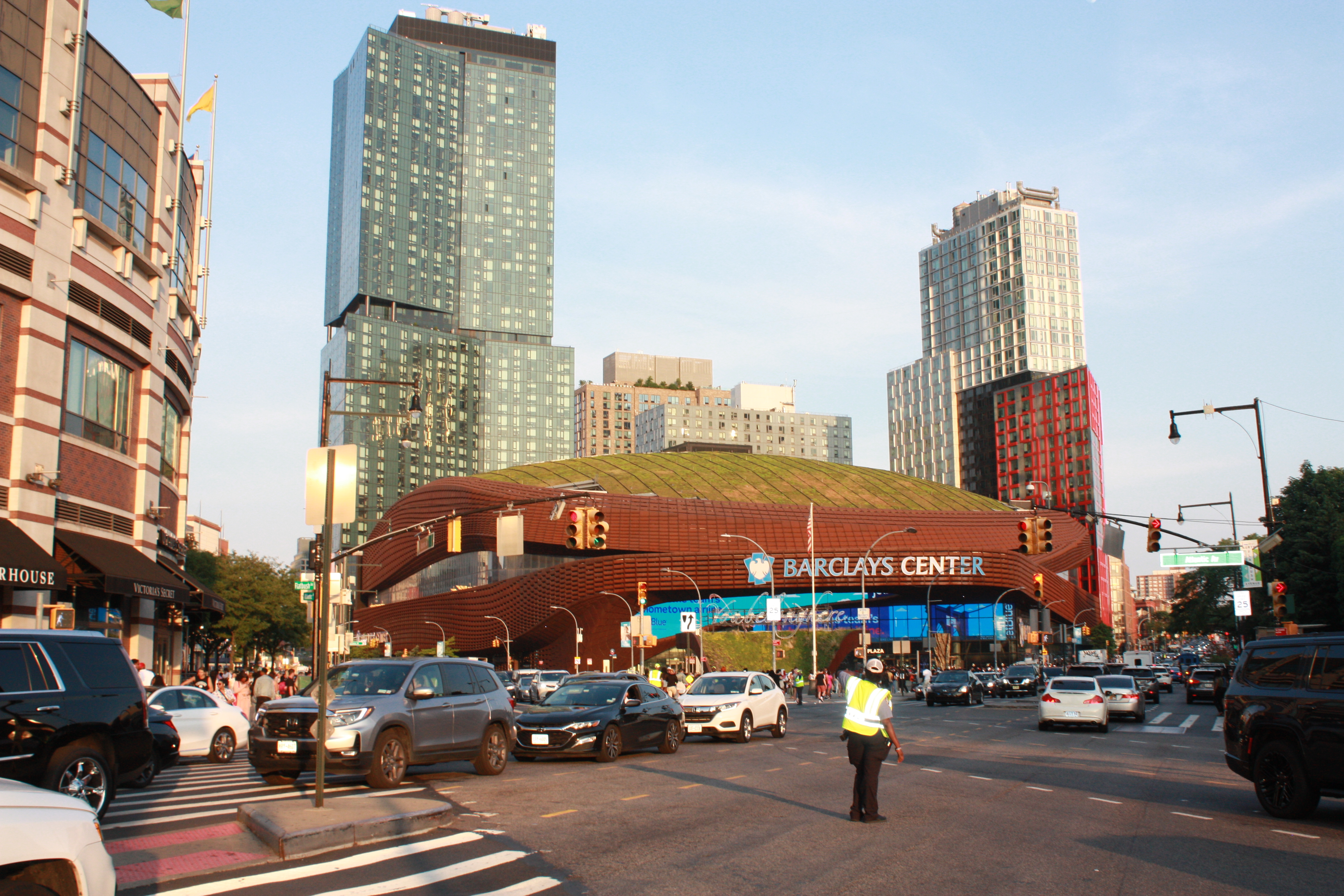
Westliches Ende von Pacific Park mit Barclays Center und Brooklyn Crossing (links) und 461 Dean

Pacific Park, früher Atlantic Yards, ist ein Städtebauprojekt im Stadtbezirk Brooklyn in New York City, Vereinigte Staaten. Das mit Stand 2024 zum Teil fertiggestellte Bauprojekt mit gemischter Nutzung umfasst ein zirka 8,9 Hektar großes Gebiet inklusive 3,4 ha der Gleisanlagen „Atlantic Yards“ des Bahnhofs Atlantic Terminal der Long Island Rail Road (LIRR). 

## Lage
Das Pacific-Park-Projekt befindet sich südöstlich und unweit von Downtown Brooklyn im Stadtteil Prospect Heights an der Grenze zu Fort Greene und Clinton Hill. Das Gebiet wird von der Atlantic Avenue im Norden, der Vanderbilt Avenue im Osten, der Dean Street im Süden und der Flatbush Avenue im Südwesten begrenzt. An der Nordwestecke liegt der Straßenknoten „Atlantic Avenue/Flatbush Avenue/4th Avenue“ mit dem Bahnhof Atlantic Terminal der LIRR sowie dem U-Bahn-Stationskomplex Atlantic Avenue–Barclays Center der New York City Subway, der von den Linien  bedient wird.

## Beschreibung
Pacific Park ist neben Hudson Yards, Manhattan West und weiteren Hochhauskomplexen ein Teil von seit 2000 neu groß angelegten Städtebauprojekten in New York City, die zuvor vernachlässigte und oft von Verkehrsflächen vereinnahmte Bereiche der Stadt in attraktive und moderne Wohn- und Gewerbegebiete sowie Parkanlagen umwandeln. Der Pacific Park wurde ursprünglich als ein weitläufiger Komplex mit 16 Hochhäusern und Tausenden von Wohneinheiten sowie der Multifunktionsarena Barclays Center geplant. Seit 2012 sind bis 2023 acht Wohngebäude und die Multifunktionsarena fertiggestellt worden. Die Wohngebäude beherbergen zahlreiche Apartments mit Mietminderung. Im Sockel des Wohnhochhauses Plank Road ist die Mittelschule MS915 mit 812 Schülern untergebracht. Geplant ist, die restlichen Wohngebäude bis 2035, ähnlich wie bei den Hudson Yards, auf Plattformen über den Gleisanlagen der LIRR zu errichten. Pacific Park soll nach endgültiger Fertigstellung 15 Hochhäuser mit etwa 6400 Wohnungen, darunter 2250 Einheiten mit Mietminderung und etwa acht Hektar öffentlich zugänglicher Freifläche umfassen.

## Geschichte
Die ersten Pläne für das Städtebauprojekt wurden am 10. Dezember 2003 unter der Bezeichnung Atlantic Yards veröffentlicht und im Jahr 2006 von der Empire State Development Corporation, einer Abteilung der Regierung des Bundesstaates New York genehmigt. Es umfasst ein Gebiet mit Wohn-, Industrie- und Geschäftsgebäuden sowie den Gleisanlagen der LIRR. Projektentwickler war das Immobilien-Investment-Trust-Unternehmen Forest City Ratner Trust des Bauunternehmers Bruce Ratner. Das Projekt wurde vom damaligen Bürgermeister Michael Bloomberg sowie dem damaligen Borough President von Brooklyn (Kings County), Marty Markowitz unterstützt. Aufgrund von Protesten, Klagen und der Wirtschafts- und Finanzkrise verschoben sich mehrmals der Baubeginn auf 2010 sowie der geplante Fertigstellungstermin von 2013 zunächst auf 2016 und schließlich auf 2035. Forest City Ratner verkaufte im Juni 2014 ein Teil des Projekts an die Greenland Holding mit Sitz in Shanghai. Der Projektname wurde im August 2014 im Rahmen einer Neugestaltung in „Pacific Park“ umbenannt. Der neue Name bezieht sich auf die mittig durch das Bauprojekt führende Pacific Street. Im Januar 2018 kaufte Greenland USA, die amerikanische Tochtergesellschaft von Greenland Holding, bis auf 5 % alle restlichen Anteile von Forest City Ratner auf. Forest City Ratner wurde Ende 2018 von Brookfield Asset Management übernommen. Das Pacific-Park-Projekt geriet 2023 wegen Zahlungsunfähigkeit von Greenland Holding ins Stocken und könnte ab Ende 2025 im Rahmen eines neuen Plans unter der Leitung von Related Companies mit dem US Immigration Fund und dem Unternehmen Fortress Investment Group als Joint Venture wieder aufgenommen werden.
In der ersten Bauphase entstanden folgende Bauwerke.
- Barclays Center: Veranstaltungshalle, 2012 fertiggestellt, Heimspielstätte des NBA-Teams Brooklyn Nets[10] und der New York Liberty der Women’s National Basketball Association.
- Brooklyn Crossing (B4 Tower): 162 m hoher Wolkenkratzer mit 858 Wohnungen, Perkins Eastman Architects, 2022 fertiggestellt.
- 461 Dean (B2 Tower): mit 109 m höchstes in Modulbauweise errichtetes Wohngebäude der Welt, 350 Wohnungen, SHoP Architects, wurde im November 2016 eröffnet.[11]
- 38 Sixth Avenue: 66 m hohes Wohngebäude, 303 Wohnungen, SHoP Architects, 2017 fertiggestellt.
- 550 Vanderbilt Avenue: 62 m hohes Wohngebäude, 278 Wohnungen, COOKFOX Architects, 2016 fertiggestellt.
- 535 Carlton Avenue: 59 m hohes Wohngebäude, 298 Wohnungen, COOKFOX Architects, 2017 fertiggestellt.
- Plank Road (B15 Tower): Wohngebäude mit integrierter Mittelschule, 312 Wohnungen, Marvel Architects, 2022 fertiggestellt.
- 595 Dean Street East und West Tower: zwei Wohngebäude, Handel Architects, zusammen 798 Wohnungen, 2023 fertiggestellt.

Die Projektentwickler bezogen nach einer Übereinkunft mit der Metropolitan Transportation Authority das Grundstück des ehemaligen Güterbahnhofs Vanderbilt Avenue Freight Yard mit seinen überalterten eisenbahntechnischen Anlagen mit ein. Als Ersatz ließ Greenland Forest City Partners im Rahmen das Projekts „Vanderbilt Yard Reconfiguration“ für die Long Island Rail Road auf einem östlicheren Grundstück zehn Meter unter Straßenniveau den Abstellbahnhof Atlantic Yards mit zeitgemäßer Ausstattung gänzlich neu errichten.

## Galerie

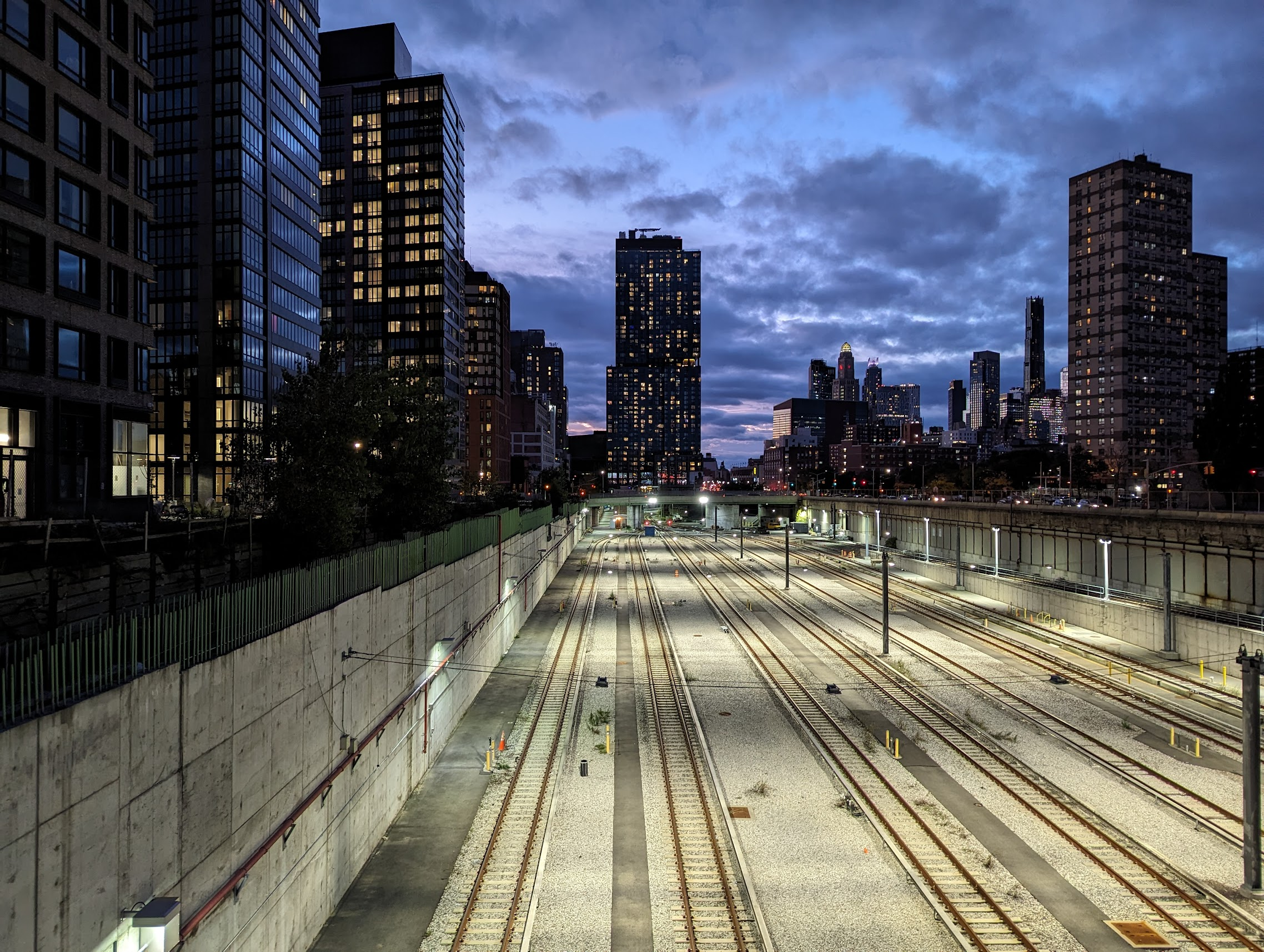
Die Wohnhochhäuser (links) und die Gleisanlagen „Atlantic Yards“
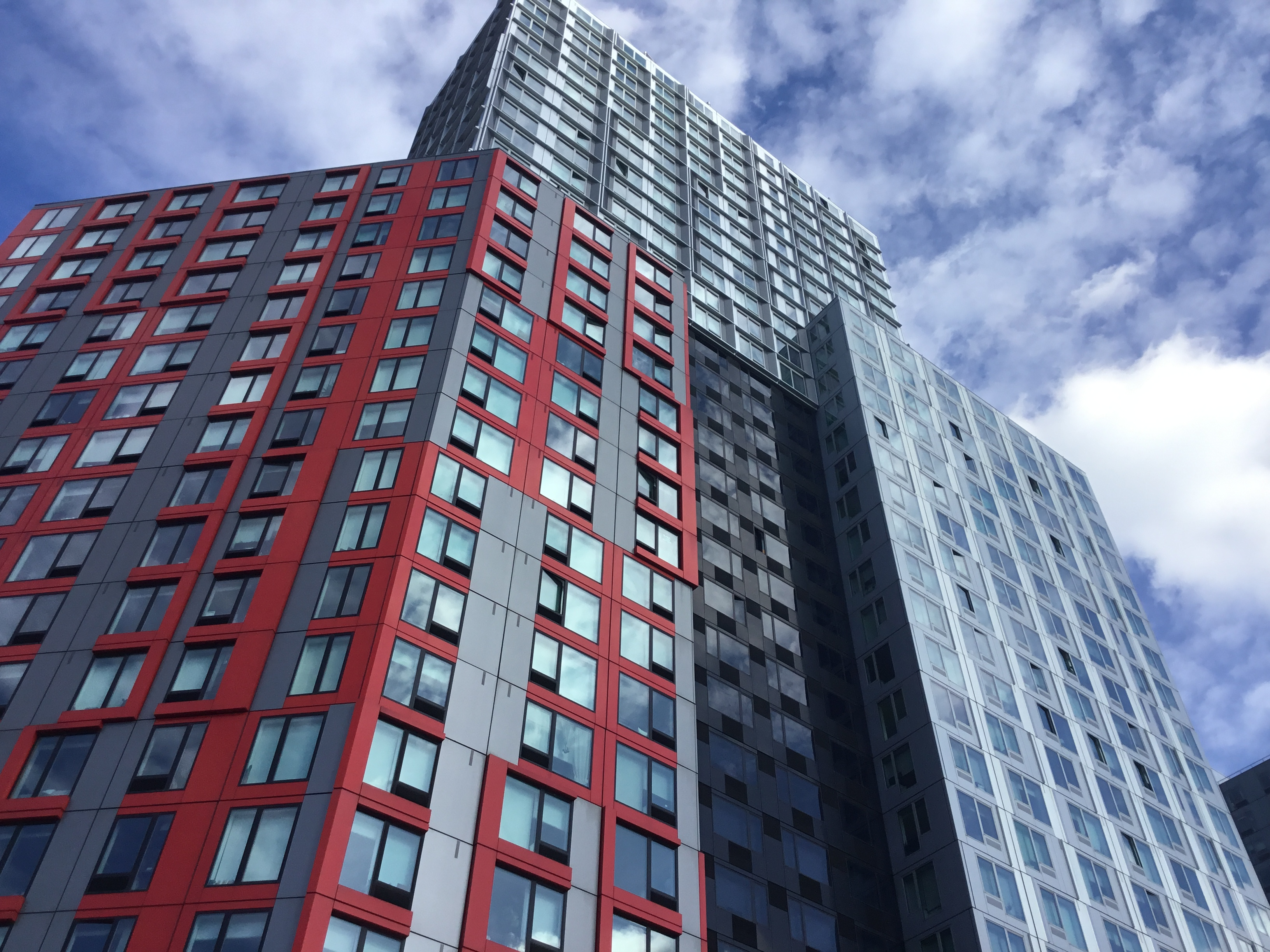
Das in Modulbauweise errichtete Hochhaus 461 Dean Street
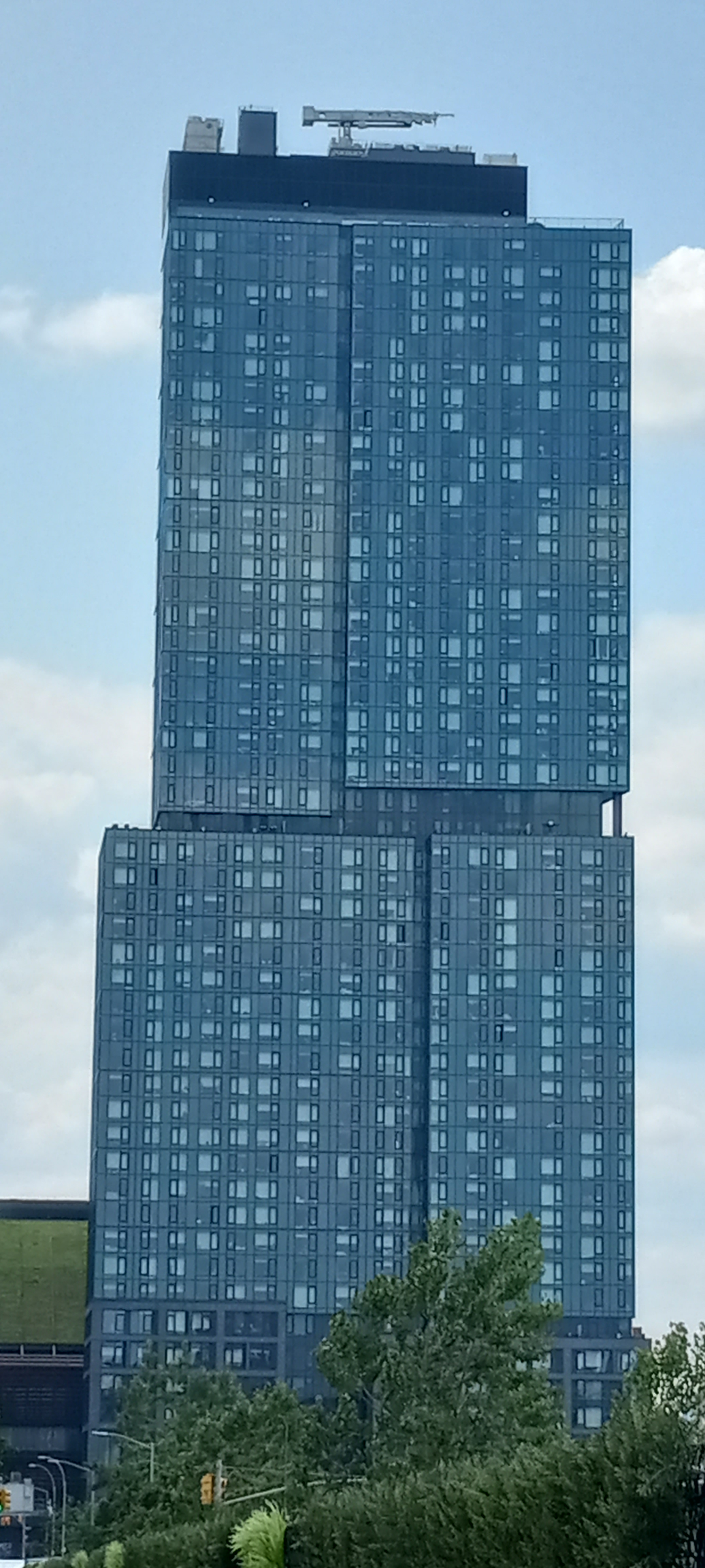
Brooklyn Crossing, höchstes Gebäude im Pacific Park
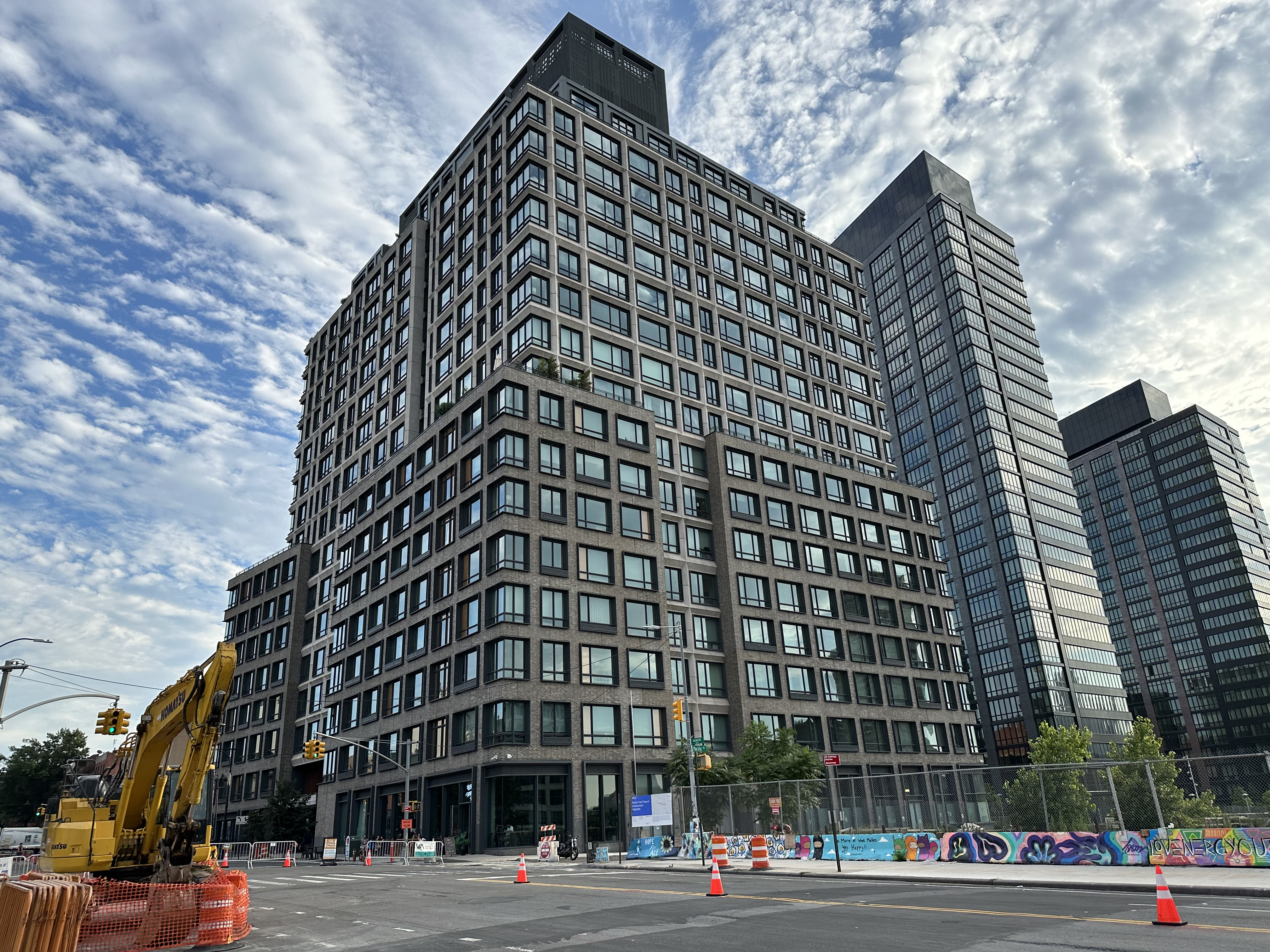
Wohnhochhaus 550 Vanderbilt am östlichen Ende des Parks
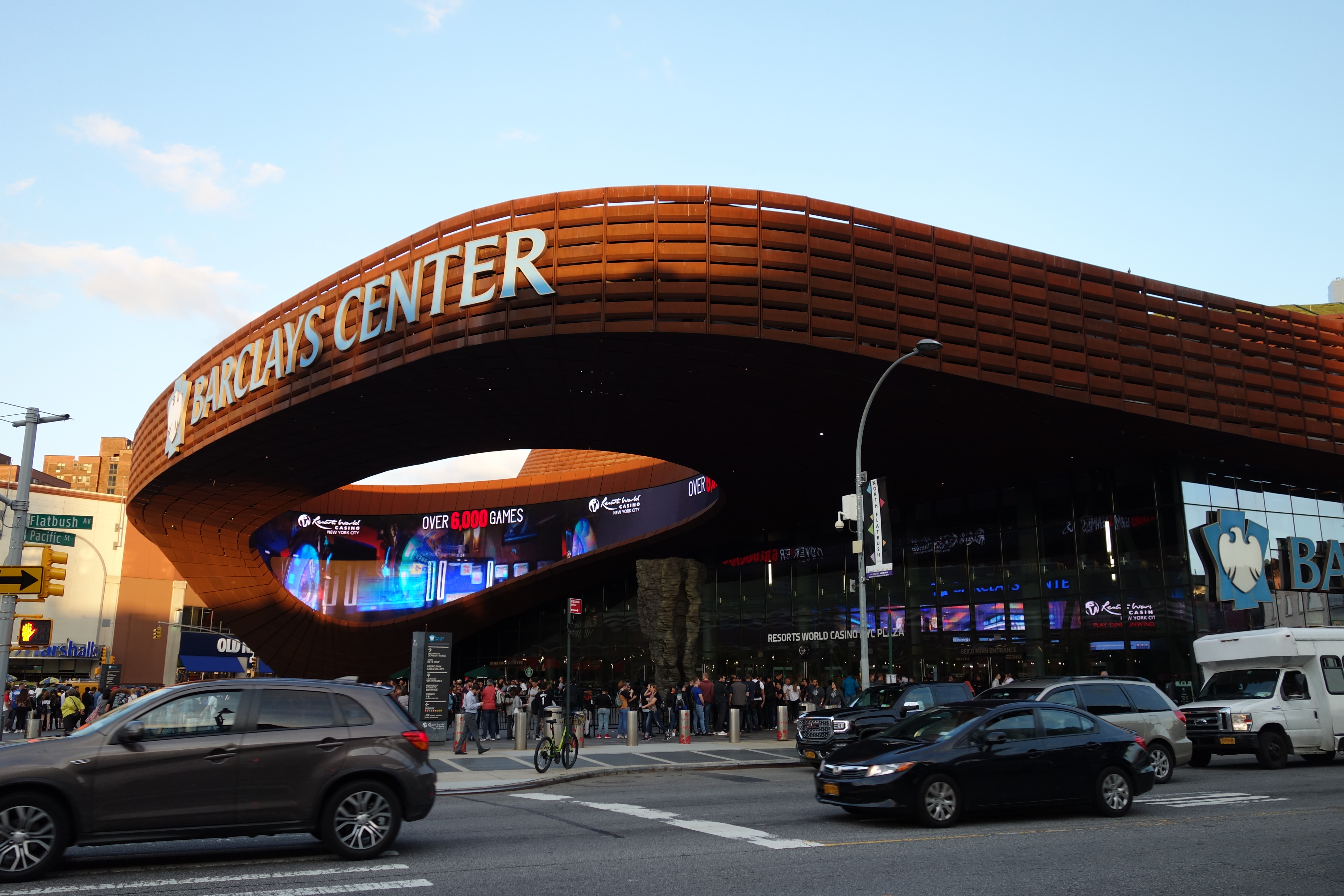
Multifunktionsarena Barclays Center